# Gaufred de Medinyà
Gaufred de Medinyà va ser bisbe de Girona de 1196 fins al 18 de juny de 1198. Fou escollit el 1196, després d'una discordança en el nomenament del nou bisbe, que va ser delegada a tres diputats. A la seva elecció Gaufred era canonge de la catedral de Girona. L'any següent rebé a Girona a Pere el Catòlic al rei d'Aragó i comte de Barcelona, amb altres bisbes i nobles, per raó dels valdesos que en gran nombre causaven aldarulls i escàndols. El rei va fer un decret contra ells, fent saber a tothom que ordenava la seva expulsió dels seus dominis per heretgia i, que un cop arribada la data límit, els béns dels valdesos que s'haguessin quedat podrien ser requisats i dividits en tres parts, una per al delator i dues per al fisc; i que els heretges fossin cremats. També va prohibir que els valdesos expulsats fossin admesos en cap part dels seus dominis i que se'ls auxiliés sota pena de multa pecuniària als infractors. Aquest decret fou expedit a Girona l'any 1197, estant presents els bisbes Gaufred de Girona, Ramon de Barcelona, Guillem de Vic i Guillem d'Elna, entre altres magnats. Aquest mateix any va atorgar el priorat canonical al poble d'Olives de Sant Esteve de Guialbes. La visita del monarca d'Aragó devia ser al gener o febrer d'aquell any. També va confirmar les immunitats concedides pels seus antecessors al monestir de Banyoles, llavors governada per l'abat Ramon, a qui va atorgar nous privilegis, ratificats en el mateix document per Gaufred. Gaufred va fer testament el 16 de juny de 1198 morint dos dies més tard.